# 哈定號驅逐艦 (DD-91)
哈定號驅逐艦（舷號DD-91）是一艘美國海軍建造的驅逐艦，為維克斯級驅逐艦的17號艦。她是美軍第一艘以哈定為名的軍艦，以紀念在美國獨立戰爭時期的海軍軍官西夫·哈定（Seth Harding）。
哈定號在1918年於聯合鋼鐵廠開始建造，在同年下水，於1919年服役，其時第一次世界大戰已經結束。接著哈定號改裝為水上飛機母艦，在彭薩科拉近海執勤，並訓練海軍飛行員。期間哈定號曾在多場靶艦轟炸實驗中擔任觀察艦。1922年哈定號退役，並長期封存。1936年哈定號除籍，並出售拆解。